# Леон Ойос, Мануэль
Мануэль Леон Ойос (исп. Manuel León Hoyos; род. 10 февраля 1989, Мерида) — мексиканский шахматист, гроссмейстер (2008).
Чемпион Мексики (2010).
В составе сборной Мексики участник 3-х Олимпиад (2010—2014).

## Таблица результатов
| Год  | Город          | Турнир         | + | − | = | Результат | Место |
| ---- | -------------- | -------------- | - | - | - | --------- | ----- |
| 2010 | Ханты-Мансийск | 37-я олимпиада | 2 | 3 | 5 | 4½ из 10  |       |
| 2012 | Стамбул        | 40-я олимпиада | 6 | 1 | 4 | 8 из 11   |       |
| 2014 | Тромсё         | 41-я олимпиада | 4 | 3 | 2 | 5 из 9    |       |
|      |                |                |   |   |   | из        |       |

## Изменения рейтинга
| Графики недоступны из-за технических проблем. См. информацию на Фабрикаторе и на mediawiki.org. |